# Ornithoptera
Ornithoptera — род крупных тропических бабочек, из семейства парусников (Papilionidae), распространённых в Южной Азии и Австралазии.
Своё название птицекрылы получили от греческого órnis, род. падеж órnithos — птица и pterón — крыло, за крупные размеры и заострённую форму крыльев, что делает их схожими с птицами в полёте.
К орнитоптерам относится самая крупная дневная бабочка в мире Орнитоптера королевы Александры (Ornithoptera alexandrae). Размах крыльев самки данного вида может достигать 28 см.

## Описание
Крупные бабочки с размахом крыльев в среднем 14 — 20 см, максимальный размах крыльев до 28 см. Выражен половой диморфизм. Самцы обладают яркой контрастной окраской, на их крыльях имеются различные сочетания зелёного, жёлтого, чёрного, белого, иногда синего и оранжевого цветов. Самки гораздо крупнее самцов, окраска их крыльев коричневая, черная, бурая, желтоватая, сероватая, с многочисленными белыми, серыми, желтоватыми пятнами, размер и расположение которых варьирует у различных видов. В анальной области заднего крыла имеется довольно широкий выступ, который заворачивается на верхнюю сторону крыла. У самцов на нем располагаются длинные андрокониальные волоски.

## Систематика

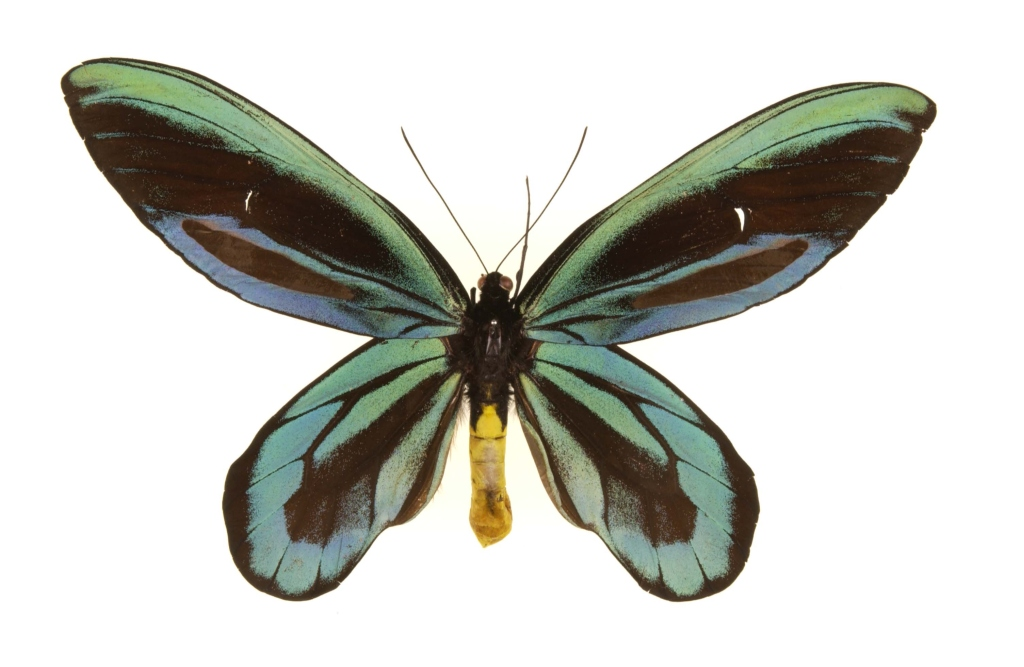
Самец Орнитоптера королевы Александры (Ornithoptera alexandrae)

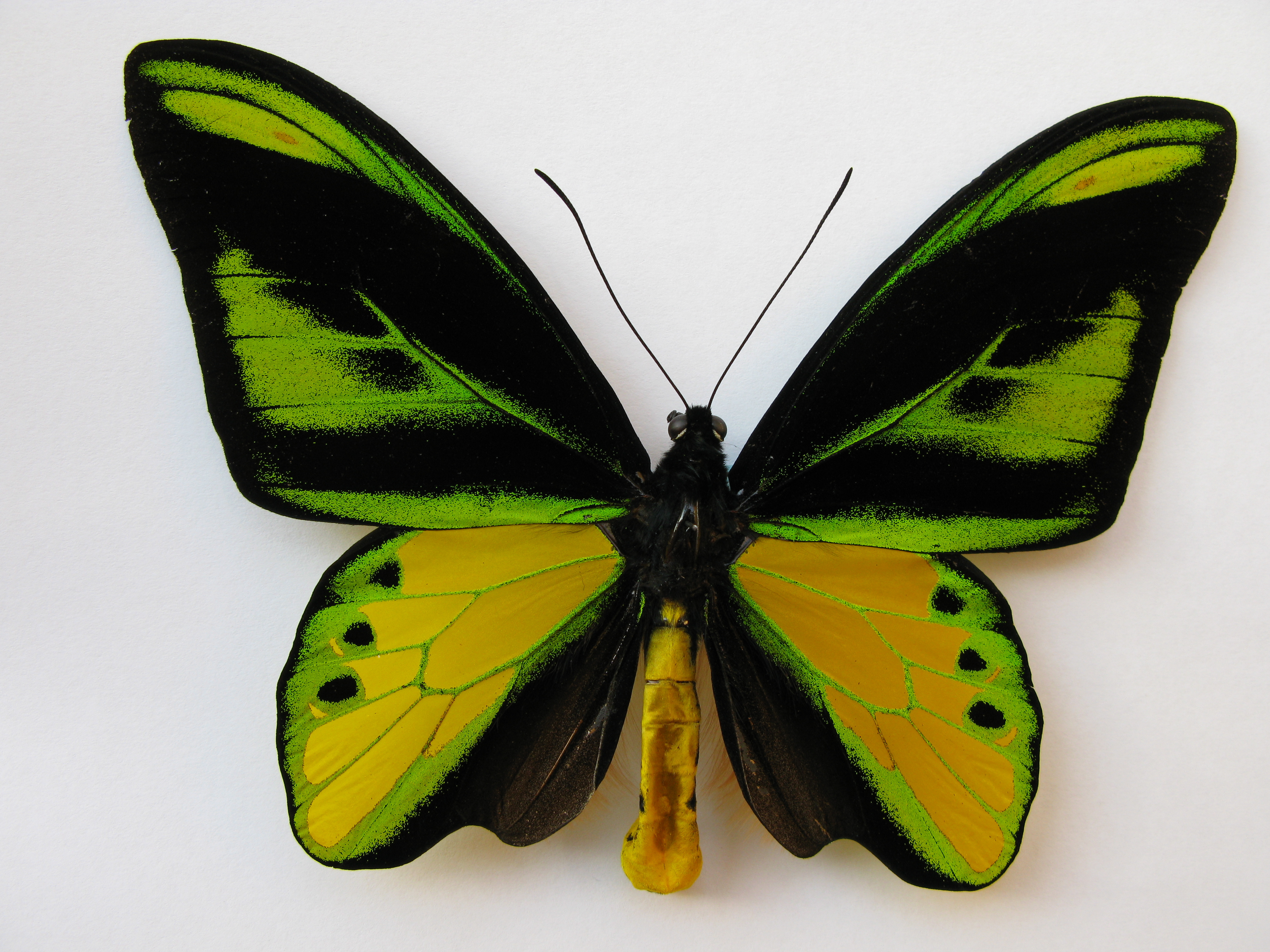
Самец Орнитоптера химера

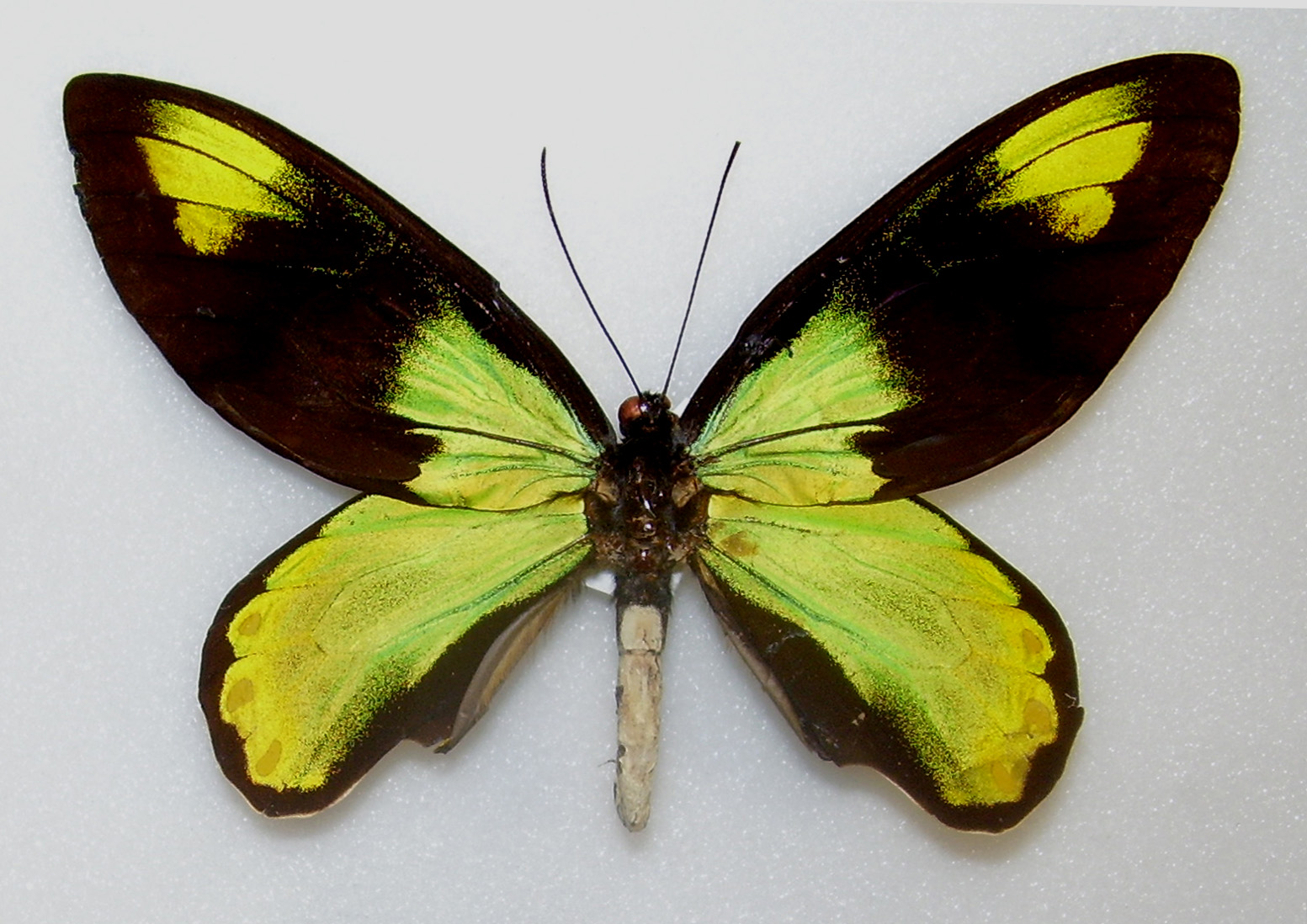
Самец Орнитоптера королевы Виктории

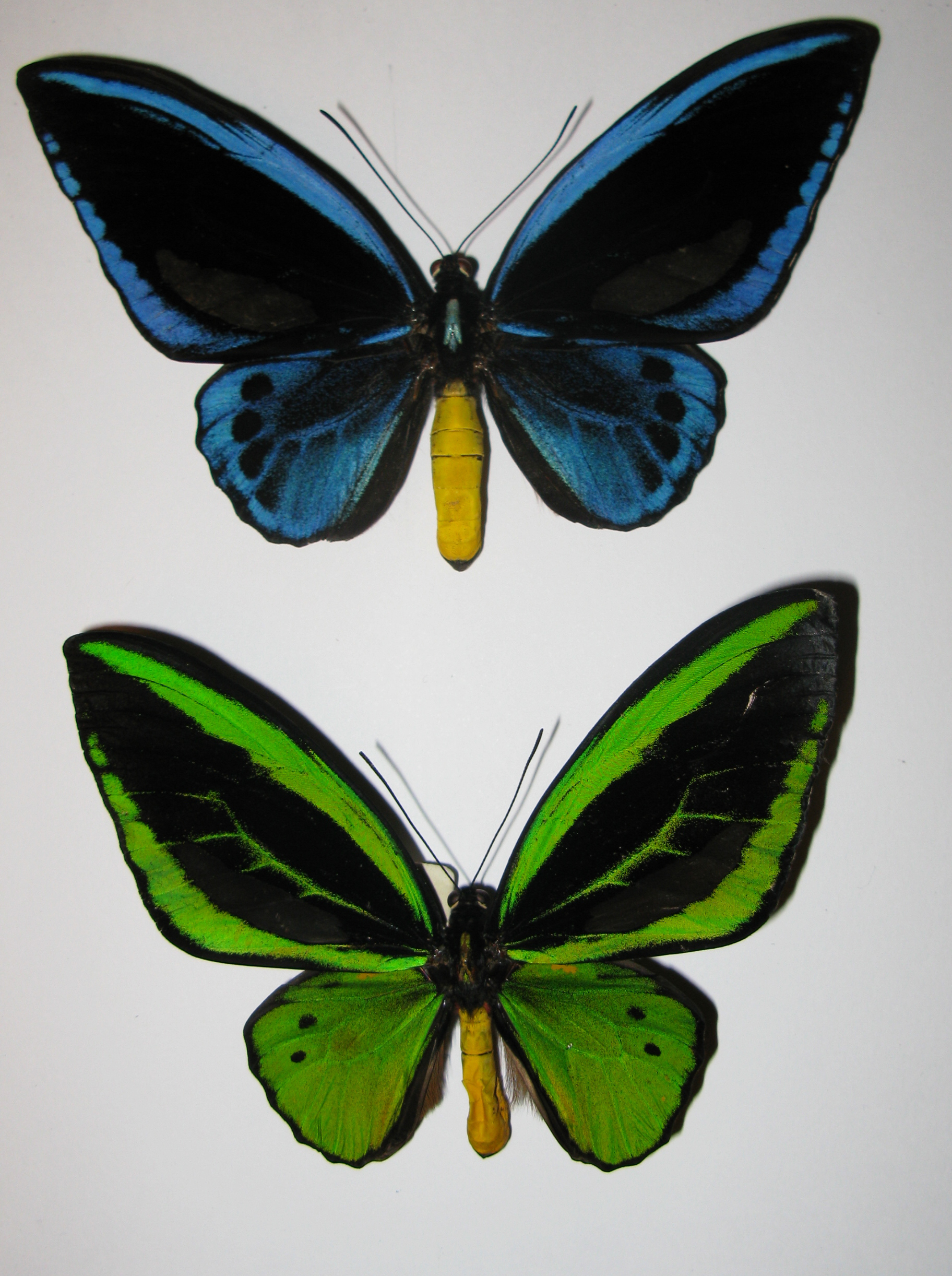
Самцы двух разных подвидов Орнитоптера приам

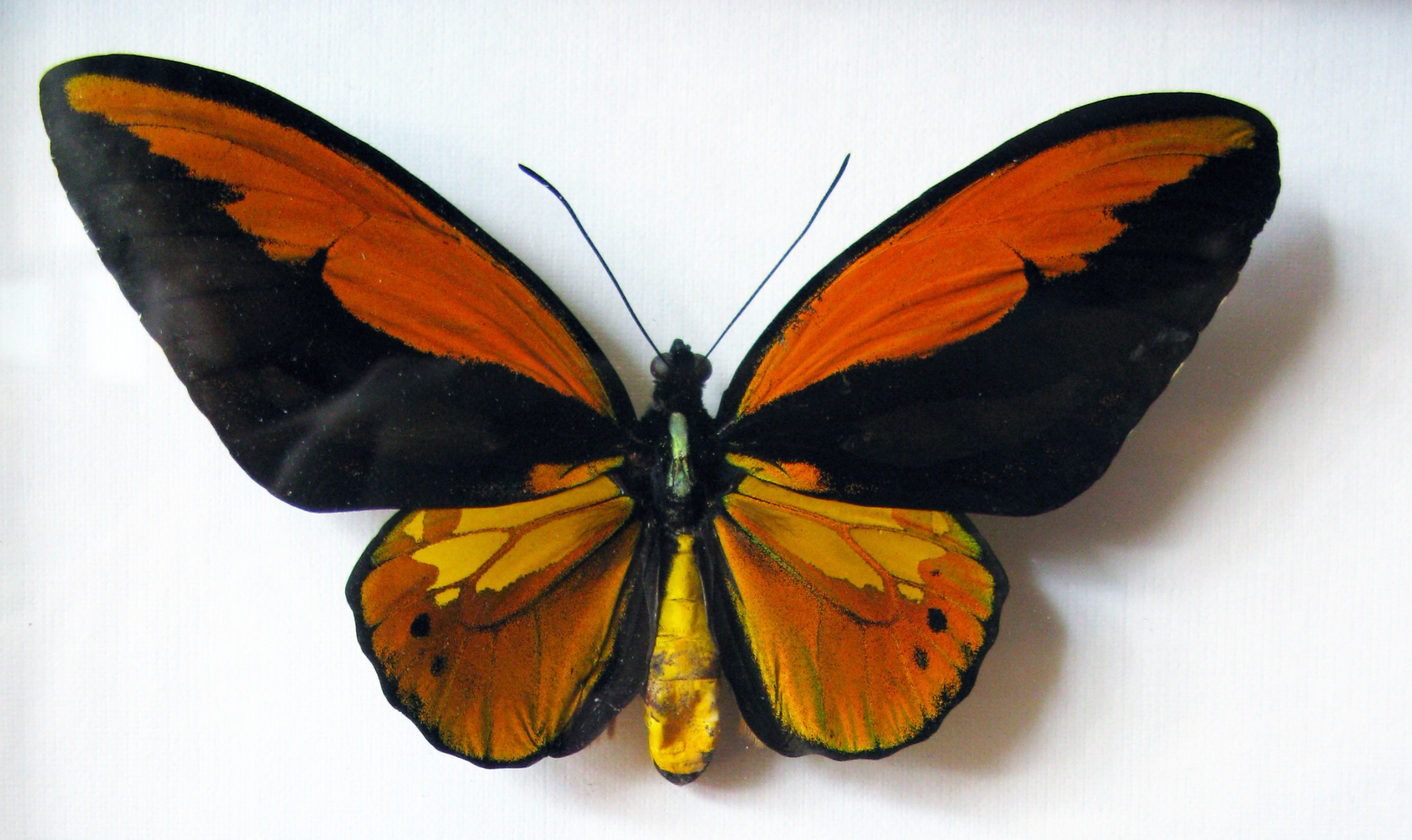
Самец Орнитоптера крез

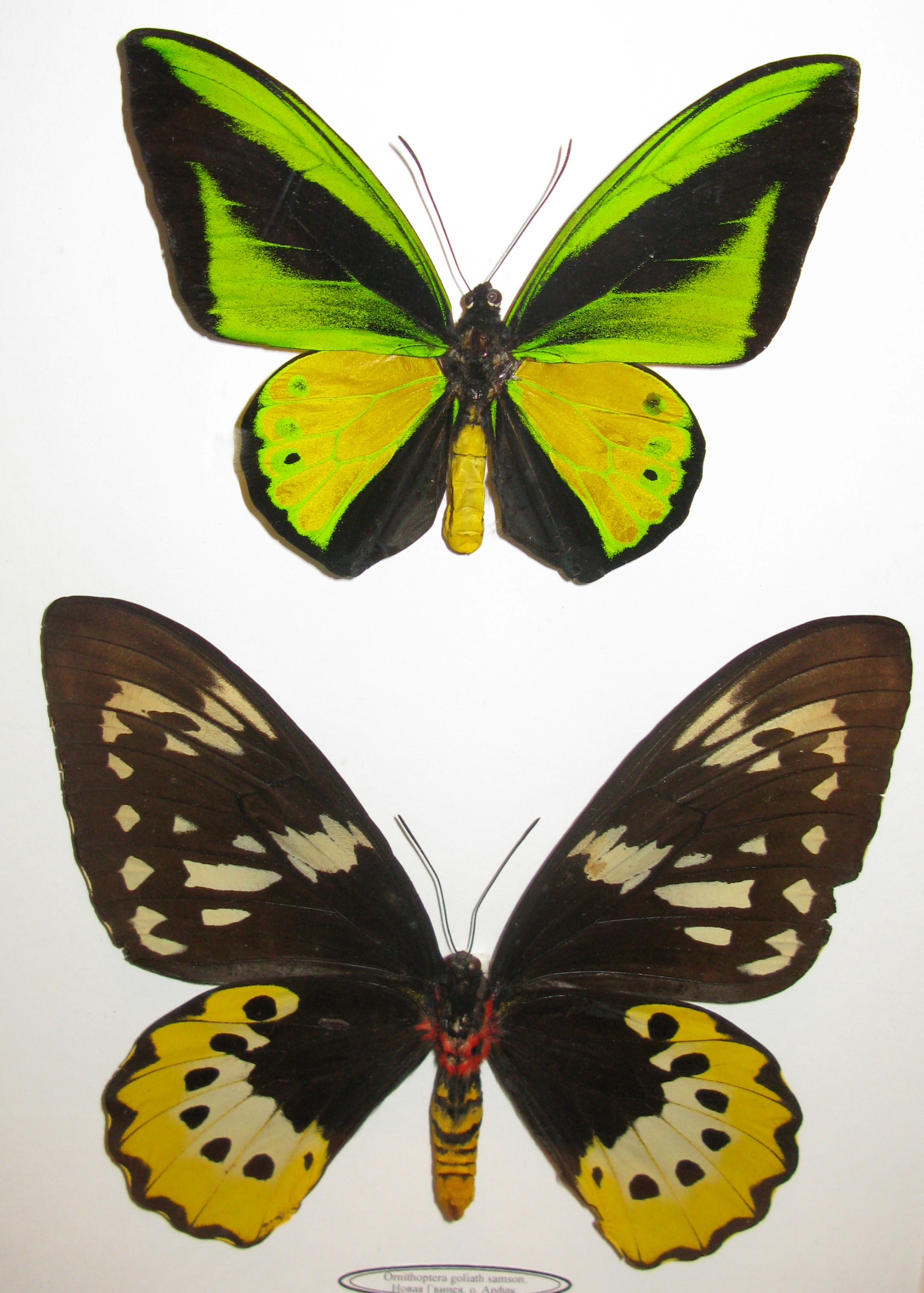
Самец и самка Орнитоптера голиаф

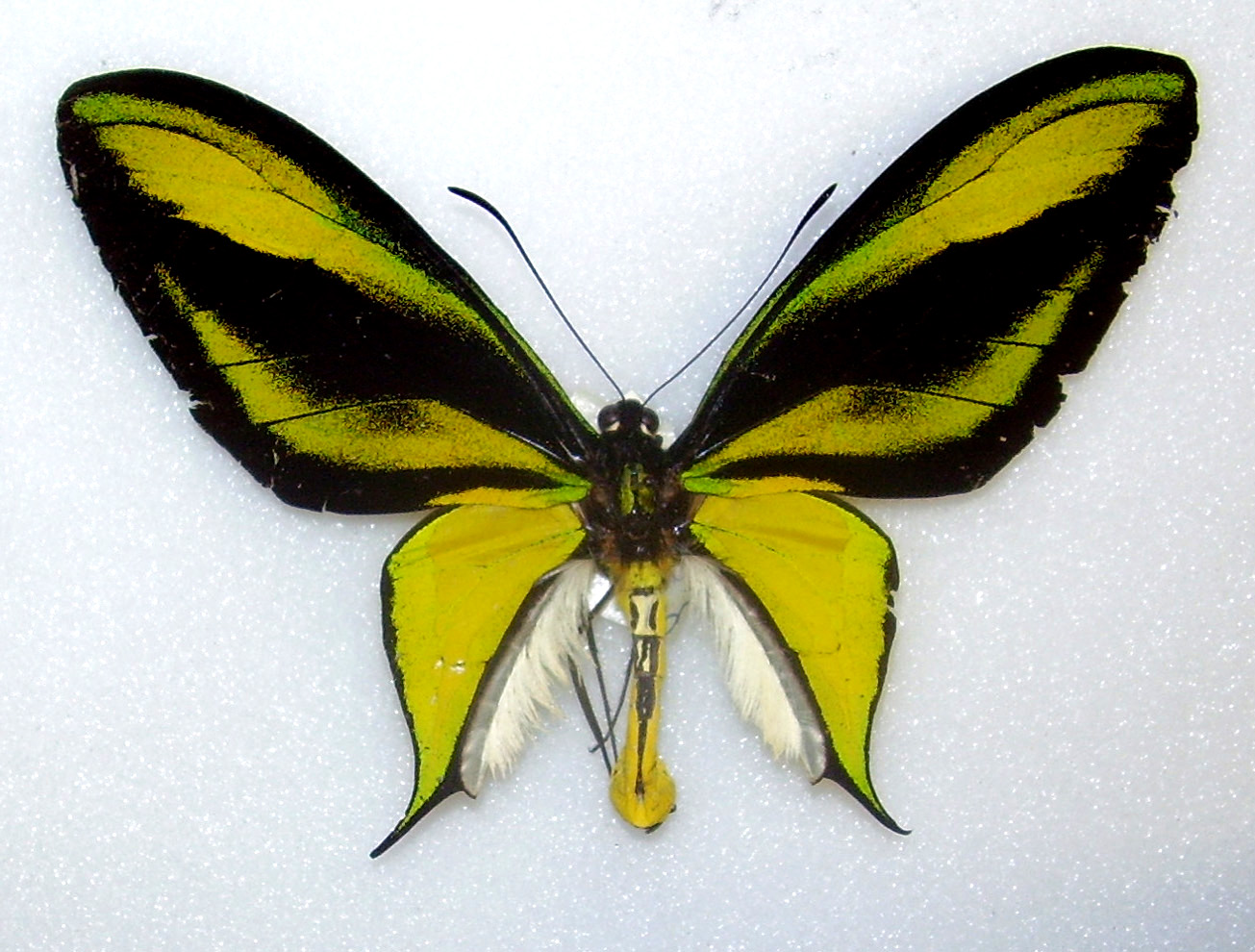
Самец Орнитоптера райская

### Подрод Aetheoptera (Rippon, 1894)
- Aetheoptera victoriae
  - ssp. epiphanes Schmid, 1970
  - ssp. isabellae Rothschild, 1908
  - ssp. regis Rothschild, 1895
  - ssp. reginae Salvin, 1888
  - ssp. maramasikensis Morita, 2000
  - ssp. victoriae Gray, 1856
  - ssp. rubianus Rothschild, 1895
  - ssp. archeri Calderara, 1984

### Подрод Straatmana (Deslisle, 2007)
- Straatmana alexandrae
  - ssp. alexandrae Rothschild, 1907

### Подрод Ornithoptera (Boisduval, 1832)
- Ornithoptera aesacus
  - ssp. aesacus Ney, 1903

- Ornithoptera priamus
  - ssp. impensus Parrott, 1989
  - ssp. priamus Linnaeus, 1758
  - ssp. albireo Kobayashi, 1987
  - ssp. hecuba Röber, 1891
  - ssp. arruana Felder, 1859
  - ssp. pronomus Gray, 1852
  - ssp. macalpinei Moulds, 1974
  - ssp. richmondia Gray, 1852
  - ssp. gebeensis Parrott, 1985
  - ssp. teucrus Joicey & Talbot, 1916
  - ssp. kasandra Kobayashi, 1994
  - ssp. poseidon Doubleday, 1847
  - ssp. garainaensis Deslisle, 2004
  - ssp. aureus Parrott, 1987
  - ssp. sterrensis Parrott, 1989
  - ssp. demophanes Fruhstorfer, 1913
  - ssp. boisduvali Montrouzier, 1856
  - ssp. admiralitatis Rothschild, 1915
  - ssp. bornemanni Pagenstecher, 1894
  - ssp. wituensis d’Abrera, 2003
  - ssp. miokensis Ribbe, 1898
  - ssp. caelestis Rothschild, 1898
  - ssp. urvillianus Guérin-Menéville, 1838

- Ornithoptera euphorion
  - ssp. euphorion Gray, 1852

- Ornithoptera richmondia

ssp. richmondia Gray, 1852
- Ornithoptera croesus
  - ssp. toeantei Parrott & Schmid, 1984
  - ssp. croesus Wallace, 1859
  - ssp. helios Kobayashi & Hayami, 1992
  - ssp. wallacei Deslisle, 1991
  - ssp. lydius Felder, 1865

### Подрод Schoenbergia (Pagenstecher, 1893)
- Schoenbergia goliath
  - ssp. procus Rothschild, 1914
  - ssp. goliath Oberthür, 1888
  - ssp. ukihidei Hanafusa, 1994
  - ssp. samson Niepelt, 1913
  - ssp. atlas Rothschild, 1908
  - ssp. supremus Röber, 1896
  - ssp. elisabethae-reginae Horváth & Mocsáry, 1899
  - ssp. titan Grose-Smith, 1900
  - ssp. huebneri Rumbucher, 1973

- Schoenbergia rothschildi
  - ssp. rothschildi Kenrick, 1911

- Schoenbergia chimaera
  - ssp. charybdis Van Eecke, 1915
  - ssp. chimaera Rothschild, 1904
  - ssp. flavidor Rothschild, 1913

- Schoenbergia tithonus
  - ssp. misoolana Deslisle, 1985
  - ssp. waigeuensis Rothschild, 1897
  - ssp. dominici Schäffler, 1999
  - ssp. misresiana Joicey & Talbot, 1915
  - ssp. cytherea Kobayashi & Koiwaya, 1980
  - ssp. wasiorensis Deslisle, 2007
  - ssp. tithonus De Haan, 1840
  - ssp. makikoae Morita, 1998

- Schoenbergia paradisea
  - ssp. galatea Sugiyama, 2000
  - ssp. occidentalis Morita & Takenakes, 1998
  - ssp. arfakensis Joicey & Noakes, 1915
  - ssp. wondiboiensis Deslisle, 2008
  - ssp. chrysanthemum Kobayashi & Koiwaya, 1979
  - ssp. ornatum Schäffler, 2001
  - ssp. sabinae Schäffler, 2001
  - ssp. noname, (loc Irian Jaya; Wanggar River-Weyland Mts.) (sensu Haugum & Low, 1979)
  - ssp. flavescens Rothschild, 1897
  - ssp. noname, (loc Irian Jaya; Oetakwa River, Snow Mts.) (sensu Haugum & Low, 1979)
  - ssp. detanii Schäffler, 2001
  - ssp. borchi Haugum & Low, 1974
  - ssp. paradisea Staudinger, 1893
  - ssp. demeter So & Sato, 1998
  - ssp. noname (sensu Haugum & Low, 1979)

- Schoenbergia meridionalis
  - ssp. noname, loc Irian Jaya; Kamrau Bay-Weyland Mts.-Lake Yamur
  - ssp. tarunggarensis Joicey & Talbot, 1927
  - ssp. meridionalis Rothschild, 1897

### Гибриды
- Ornithoptera allotei (Ornithoptera victoriae x Ornithoptera priamus urvillianus)
- Ornithoptera akakeae (Ornithoptera rothschildi x Ornithoptera priamus poseidon)

## Замечания по охране
Все виды внесены в перечень чешуекрылых, экспорт, реэкспорт и импорт которых регулируется в соответствии с Конвенцией о международной торговле видами дикой фауны и флоры, находящимися под угрозой исчезновения (СИТЕС).